# Leavitt bulldog
Leavitt Bulldog è una razza canina molossoide di tipo dogue selezionata dall'allevatore David Leavitt per ricreare l'estinto Old English Bulldog così come doveva apparire durante la Regency era. Nello specifico, la selezione del Leavitt Bulldog si connaturò come una vera e propria secessione di allevatori dal progetto cinofilo avviato dallo stesso Leavitt che aveva portato alla selezione dell'Olde English Bulldogge.

La razza non è riconosciuta dalla FCI.